# محمد يوسف الكندهلوي
محمد يوسف الكندهلوي (1917–1965) كان عالم مسلمًا هنديًّا، وأصبح الأمير الثاني لجماعة التبليغ.

## السيرة
حفظ الكندهلوي القرآن الكريم في سن العاشرة، على يد الحافظ الإمام خان ميواتي. أرسل السيد أحمد فيض آبادي، الأخ الأكبر للسيد حسين أحمد مدني، درجة فخرية إلى يوسف احتفالًا بحفظه للقرآن الكريم.
تخرج من مظاهر العلوم في سن العشرين سنة 1936م (1355هـ).
تُوفي في لاهور عام 1965، عن عمر يناهز 48 عامًا. حضر جنازته في دلهي ما لا يقل عن مائتي ألف من المعزين. وقد صلى عليه زكريا الكاندهلوي ودفن بجوار قبر والده محمد إلياس الكاندهلوي.

## الأعمال الأدبية
| عنوان                            | وصف                                        | المجلدات | لغة             |
| -------------------------------- | ------------------------------------------ | -------- | --------------- |
| حياة الصحابة                     | منهج حياة الصحابة                          | 3        | عربي            |
| أماني الأحبار في شرح معاني الأثر | شرح على أحد أهم مؤلفات الإمام أحمد الطحاوي | 4        |                 |
| منتخب الأحاديث                   |                                            |          | الأردية/العربية |

## طالع أيضًا
- قائمة الديوبنديين[الإنجليزية]

## روابط خارجية
- بينات
- مكتبة
- يوسف كاندهلوي : دعواتي أفكار أور ديني خدمات
- القيامة الإنسانية رسوم كتابي حياة الصحابة ليش الشيخ محمد يوسف الكنديهلوي رحمه الله
- عالم مشهور: محمد يوسف الكاندهلوي
- بيان أو خطب باللغة الأردية لمحمد يوسف الكاندهلاوي
- عزل 9000 من أعضاء جماعة التبليغ[وصلة مكسورة]
- القرآن الكريم - مقالة لتسليط المزيد من الضوء نسخة محفوظة 27 November 2021 على موقع واي باك مشين.